# Octan-1-ol
L'octan-1-ol (abans anomenat 1-octanol) és un compost orgànic del grup dels alcohols constituït per una cadena lineal de vuit àtoms de carboni amb el grup hidroxil {\displaystyle {\ce {-OH}}} enllaçat al primer. La seva fórmula molecular és {\displaystyle {\ce {C8H18O}}}.

## Propietats
A temperatura ambient és un líquid incolor amb olor penetrant aromàtic. La seva densitat és de 0,8262 g/cm³ a 25 °C, el seu punt de fusió –14,7 °C i el d'ebullició 194,7 °C. El seu punt d'inflamabilitat és de 76 °C i la temperatura d'ignició 253 °C. És molt poc soluble en aigua (0,5 g/l a 25 °C), miscible en etanol i dietilèter i soluble en tetraclorur de carboni. La seva pressió de vapor és de 0,0794 mm Hg a 25 °C.
Fou descobert el 1851 pel químic perpinyanès Jules Bouis (1822-1886) al temps que descobrí l'àcid octanoic o caprílic.
Èsters de l'octan-1-ol, com l'acetat d'octil, es presenten com components d'olis essencials.

## Preparació
L'octanol es produeix industrialment per oligomerització d'etilè usant trietilalumini seguit per l'oxidació de productes alquilalumínics. Es mostra una síntesi idealitzada:
{\displaystyle {\ce {Al(C2H5)3 + 9 C2H4 -> Al(C8H17)3}}}{\displaystyle {\ce {Al(C8H17)3 + 3 O + 3 H2O -> 3 HOC8H17 + Al(OH)3}}}

## Aplicacions
Principalment l'octanol es consumeix com a precursor de perfums. S'ha estudiat el seu ús com a medicament per al control de la tremolor essencial i altres tipus de tremolors involuntàries neurològiques.